# Aston Villa WFC
Aston Villa WFC is een Engelse vrouwenvoetbalclub uit Birmingham. De club werd in 1973 opgericht als zelfstandige club, maar werden in 1996 opgenomen door de voetbalclub Aston Villa FC. Anno 2023 komt Aston Villa uit in de FA Women's Super League, het hoogste niveau in het Engelse vrouwenvoetbal.
Naast het eerste elftal opereert Aston Villa ook een reserveteam en een ontwikkelingscentrum met elftallen tussen de 9 en 18 jaar oud.

## Erelijst

### Competities
- FA Women's Premier League
  - Winnaar (4): 1992/93, 1994/95, 2002/03, 2010/11
- FA Women's Championship
  - Winnaar (1): 2019/20

### Bekers
- FA Women's Premier League Cup
  - Winnaar (1): 2012/13

## Bekende (oud-)Villans

### Speelsters
- Daphne van Domselaar

### Trainers
- Robert de Pauw